# Benny Vansteelant
Benny Vansteelant (* 19. November 1976 in Torhout in Westflandern; † 14. September 2007 in Roeselare) war ein belgischer Duathlet, mehrfacher Duathlon-Europameister (1999–2007) und Duathlon-Weltmeister auf der Kurz- (2000, 2001, 2003, 2004) und Langdistanz (2000, 2001, 2005, 2006).

## Werdegang

### Europameister Duathlon Kurzdistanz 1999
Zwischen 1997 und 2007 errang er neun Mal den Duathlon-Weltmeistertitel und wurde acht Mal Europameister auf der Kurz- und Mitteldistanz.

### Europameister Duathlon Kurz- und Mitteldistanz 2007
Im April 2007 holte sich Benny Vansteelant zum dritten Mal den Europameistertitel auf der Duathlon-Mitteldistanz (15 km Laufen, 60 km Radfahren und 7,5 km Laufen). Im Juni in Edinburgh gelingt ihm auch zum bereits fünften Mal der Titelgewinn des Duathlon-Europameisters auf der Duathlon-Kurzdistanz (10 km Laufen, 40 km Radfahren und 5 km Laufen).

### Tödlicher Verkehrsunfall 2007
Am 8. September 2007 wurde Benny Vansteelant beim Radtraining in Hooglede von einem Auto angefahren und schwer verletzt. Nach einer Operation schien Vansteelant außer Lebensgefahr, erlag sechs Tage später im Krankenhaus von Roeselare jedoch 30-jährig den Folgen dieses Unfalls.
Nach ihm benannt wurde der „Benny Vansteelant Powerman Duathlon Zeitz“, der erstmals 2014 und wieder im Juni 2015 in Deutschland stattfinden sollte, nach Querelen zwischen Stadt und Verband aber abgesagt wurde.
Sein sechs Jahre jüngerer Bruder Joerie (* 1982) zählte über viele Jahre ebenfalls zur Duathlon-Weltspitze.

## Sportliche Erfolge
| Datum/Jahr    | Rang | Wettbewerb                                   | Austragungsort    | Zeit        | Bemerkung |
| ------------- | ---- | -------------------------------------------- | ----------------- | ----------- | --- |
| 12. Aug. 2007 | 1    | ITU Duathlon World Series Event              | Geel              | 02:32:49    | |
| 17. Juni 2007 | 1    | ETU Duathlon European Championships          | Edinburgh         | 01:56:26    | Benny Vansteelant holte sich bereits das fünfte Mal den Titel des Duathlon-Europameisters (10 km Laufen, 40 km Radfahren und 5 km Laufen). |
| 19. Mai 2007  | 9    | ITU Duathlon World Championships             | Győr              | 01:41:37    | |
| 22. Apr. 2007 | 1    | ETU Powerman Duathlon European Championships | Horst aan de Maas | 02:41:54    | Europameister Mitteldistanz beim Powerman Holland (15 km Laufen, 60 km Radfahren und 7,5 km Laufen)                                        |
| 11. Nov. 2006 | 1    | Powerman Malaysia                            | Seri Manjung      | 02:45:01    | |
| 7. Okt. 2006  | DNF  | ETU Duathlon European Championships          | Rimini            | –           | |
| 23. Apr. 2006 | 1    | ETU Powerman Duathlon European Championships | Horst aan de Maas |             | Europameisterschaft |
| 26. Sep. 2005 | 9    | ITU Duathlon World Championships             | Newcastle         | 01:59:01    | hinter dem Weltmeister Paul Amey |
| 30. Mai 2004  | 1    | ITU Duathlon World Championships             | Geel              | 01:44:24    | Sieg und vierter Weltmeistertitel auf der Duathlon-Kurzdistanz                                                                             |
| 25. Mai 2003  | 1    | Powerman Germany                             | Falkenstein       |             | |
| 27. Apr. 2003 | 1    | ETU Powerman Duathlon European Championships | Venray            |             | |
| 2003          | 1    | ETU Duathlon European Championships          | Varallo           | 01:50:07    | Duathlon-Europameister in Norditalien |
| 31. Aug. 2003 | 1    | ITU Duathlon World Championships             | Affoltern         | 01:54:30    | Sieg und dritter Weltmeistertitel auf der Duathlon-Kurzdistanz                                                                             |
| 25. Mai 2002  | 1    | ETU Duathlon European Championships          | Zeitz             | 01:50:39,00 | Duathlon-Europameister |
| 16. Sep. 2001 | 1    | ITU Duathlon World Championships             | Rimini            | 01:47:11    | Sieg und zweiter Weltmeistertitel auf der Duathlon-Kurzdistanz                                                                             |
| 3. Juni 2001  | 1    | Powerman Austria                             | Weyer             |             | |
| 2001          | 1    | ETU Duathlon European Championships          | Mafra             |             | Duathlon-Europameister |
| 2000          | 1    | ITU Duathlon World Championships             | Calais            |             | Sieg und erster Weltmeistertitel auf der Duathlon-Kurzdistanz                                                                              |
| 1999          | 1    | ETU Duathlon European Championships          | Blumau            |             | Duathlon-Europameister |
| 1997          | 1    | ITU Duathlon World Championship Juniors      | Gernika           |             | Duathlon-Junioren-Weltmeister |

| Datum/Jahr    | Rang | Wettbewerb                                     | Austragungsort | Zeit     | Bemerkung                                                |
| ------------- | ---- | ---------------------------------------------- | -------------- | -------- | -------------------------------------------------------- |
| 2006          | 1    | Powerman Zofingen                              | Zofingen       |          |                                                          |
| 28. Mai 2006  | 1    | ITU Long Distance Duathlon World Championships | Fredericia     | 03:34:16 | Duathlon-Weltmeister auf der Langdistanz (vierter Titel) |
| 29. Mai 2005  | 1    | ITU Long Distance Duathlon World Championships | Barcis         | 03:40:59 | Duathlon-Weltmeister auf der Langdistanz (dritter Titel) |
| 2005          | 1    | Powerman Zofingen                              | Zofingen       |          |                                                          |
| 8. Sep. 2001  | 1    | ITU Long Distance Duathlon World Championships | Venray         | 02:45:20 | Duathlon-Weltmeister auf der Langdistanz (zweiter Titel) |
| 12. Nov. 2000 | 1    | ITU Long Distance Duathlon World Championships | Pretoria       |          | Duathlon-Weltmeister auf der Langdistanz (erster Titel)  |

(DNF – Did Not Finish)